# Hugo Villaverde
Hugo Eduardo Villaverde (Santa Fe, 27 gennaio 1954 – Santa Fe, 17 novembre 2024) è stato un calciatore argentino, di ruolo difensore.

## Biografia
Villaverde, zio del calciatore Alejandro Gómez detto "Papu", è morto il 17 novembre 2024 all'età di 70 anni.

## Carriera

### Club
Villaverde crebbe nel Colón, club della sua città natale, con cui esordì a 19 anni nel calcio professionistico, dimostrandosi subito un buon difensore centrale. Del Colón, Villaverde era sempre stato tifoso: nella squadra santafesina, dal 1948 al 1954, aveva giocato anche suo padre. Qui forma una difesa di qualità, insieme ai compagni Aráoz, Trossero e Fernández, schierati davanti al portiere Baley.
Dopo tre anni venne acquistato dall'Independiente, insieme a Trossero, col quale formò una delle migliori coppie di difensori del Sud America anche in maglia roja. Vinse quattro volte il titolo nazionale e, nel 1984, conquistò l'accoppiata Coppa Libertadores-Coppa Intercontinentale.
Decise di ritirarsi il 30 giugno 1989, dopo l'ennesimo infortunio, malgrado i tentativi del presidente Iso di convincerlo a rimanere almeno un altro anno. Risulta il terzo giocatore per numero di presenze nell'Independiente, dietro a Bochini e Pavoni.
In Primera División ha giocato complessivamente 437 partite (57 con il Colón e 380 con l'Independiente), a cui si aggiungono 40 presenze nelle coppe internazionali, tutte con la divisa dei Diablos rojos. Nelle sue 477 presenze complessive, Villaverde non ha mai segnato un solo gol.

### Nazionale
Villaverde ha giocato con la Nazionale argentina per un totale di cinque partite. Un infortunio durante un'amichevole contro la Scozia, nel 1979, fece sì che non venisse più convocato.

## Palmarès

### Competizioni nazionali
- Campionato argentino: 4

Nacional 1977, Nacional 1978, Metropolitano 1983, 1988-1989

### Competizioni internazionali
- Coppa Libertadores: 1

1984
- Coppa Intercontinentale: 1

1984